# 압해초등학교 쌍룡분교
압해초등학교 쌍룡분교는 대한민국 전라남도 신안군 압해읍 가룡리에 있던 공립 초등학교이다.

## 연혁
- 일자미상 쌍룡국민학교 설립 인가
- 1958년 4월 1일 쌍룡국민학교 개교, 압해국민학교 효지분교장 편입
- 1967년 4월 1일 도서벽지학교 '병'급 지정
- 1973년 3월 1일 효지분교 도서벽지학교 '병'급 지정
- 1986년 1월 1일 쌍룡국민학교, 효지분교 도서벽지학교 '다'급 조정
- 1989년 9월 1일 효지분교 도서벽지학교 '나'급 조정
- 1994년 3월 1일 효지분교장 폐교 및 압해국민학교 통폐합
- 1996년 3월 1일 쌍룡초등학교 개칭
- 1999년 9월 1일 압해초등학교 쌍룡분교장 격하 편입
- 2001년 1월 1일 도서벽지학교 '라'급 조정
- 2010년 3월 1일 폐교 및 압해초등학교 통폐합